# Лонгюйон
Лонгюйо́н (фр. Longuyon [lɔ̃ngjɔ̃]) — коммуна во французском департаменте Мёрт и Мозель региона Лотарингия. Является центром и наиболее крупным населённым пунктом одноимённого кантона.

## География

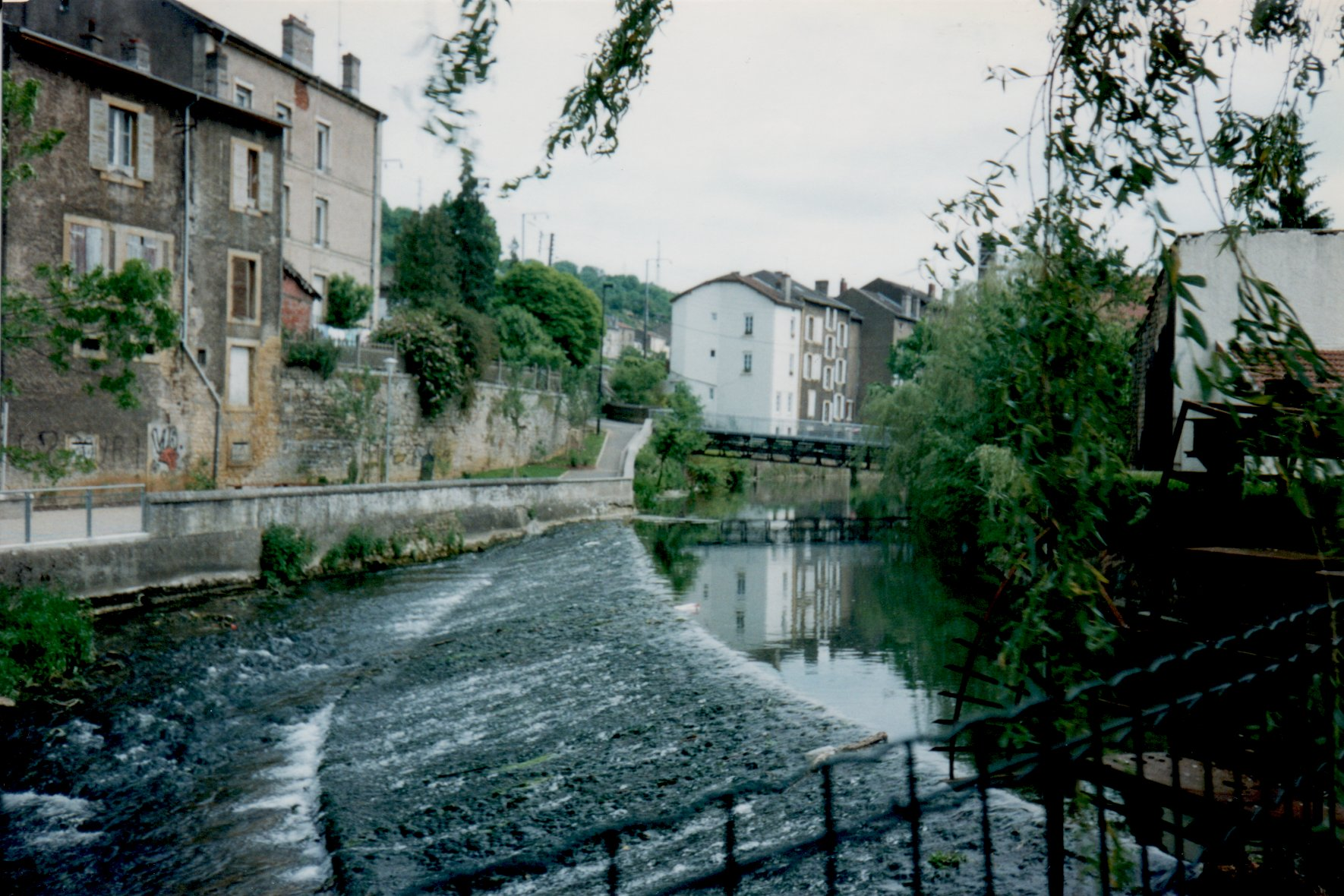
Шьер в Лонгюйоне.

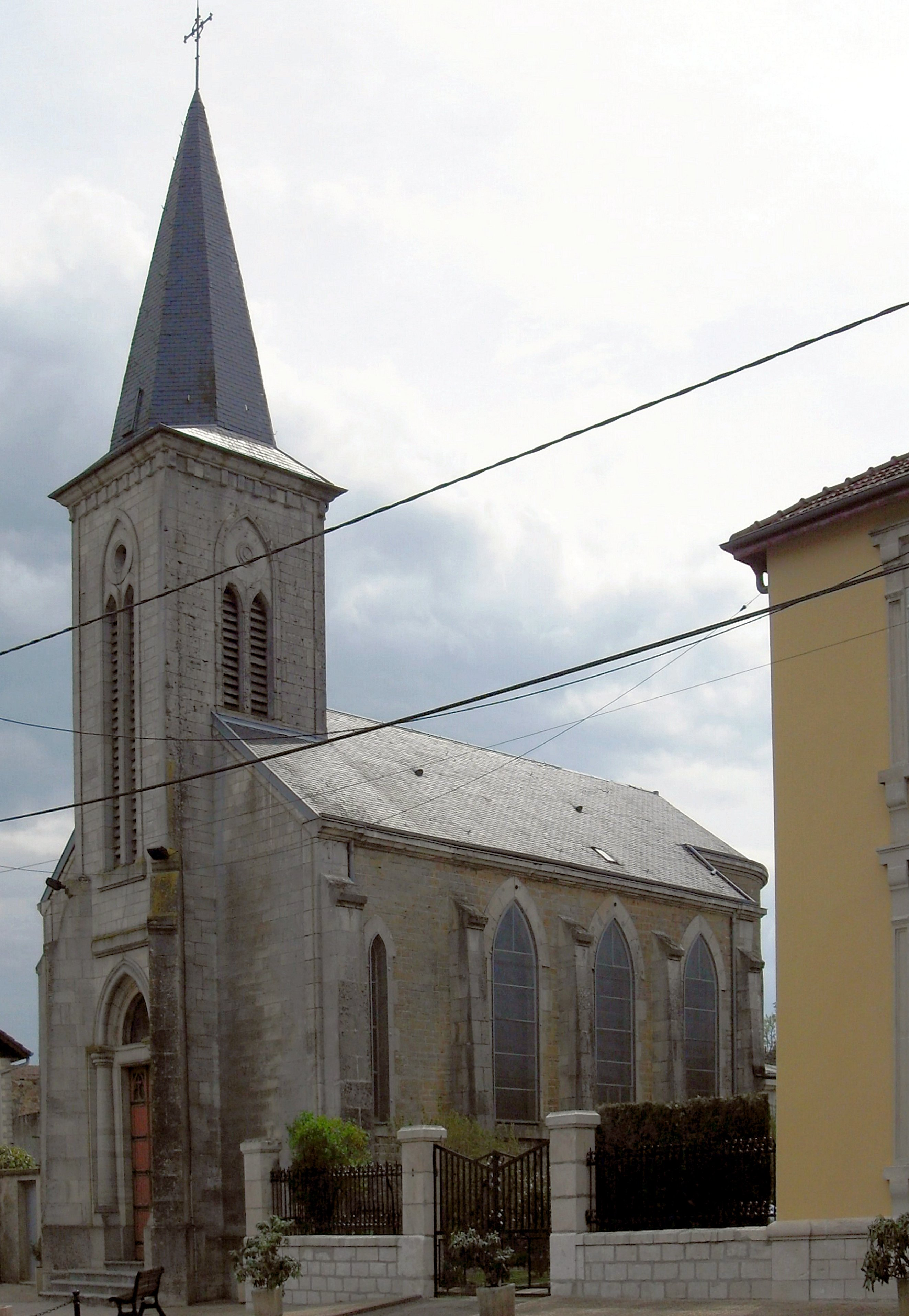
Часовня Нотр-Дам-де-Бон-Секур в районе Ноэр в Лонгюйоне.

Лонгюйон расположен в 60 км к северо-западу от Меца и в 95 км к северо-западу от Нанси. Соседние коммуны: Вивье-сюр-Шьер и Монтиньи-сюр-Шьер на северо-востоке, Бёвей на юго-востоке, Кольме и Виллет на северо-западе.
Город расположен у впадения реки Крюн в Шьер.

## История
- Лонгюйон состоял из сёл Вилланси и Ноэр и ферм Бассеваль, Фоссьё, Фонтен-Сен-Мартен, Монсель, Фруакюль и Дорлона. Город обязан своим названием древнеримскому «лонг ге» (длинный брод), который позволял переправляться через Шьер во времена Древнего Рима.
- Первое упоминание города относится к 634 году. Уже в то время здесь существовала часовня святой Агаты, которая впоследствии была преобразована в коллегиальную церковь в 1120 году, а в 1636 году служила казармой для французских солдат.
- Замок Мюсси упоминается с 1144 года, но был разрушен в 1670 году французскими оккупационными войсками по приказу Людовика XIV.
- Город был разрушен в 1914 году в начале Первой мировой войны, а 23 и 24 августа того же года прусская пехота расстреляла 86 жителей.
- Новейшая история города связана с развитием местной металлургической промышленности и крупного железнодорожного узла, через который осуществлялось передвижение железной руды из бассейна Брие и угля с севера. Упадок промышленности пришёлся на 1970-е годы с закрытием металлургических комбинатов и рудников Лотарингии.

## Металлургия
В Лонгюйоне существовали две кузницы, называемые собственно Лонгюйон и Лопиньё. Кузница Лонгюйон датируется концом XVII — началом XVIII веков (1679—1705) и, видимо, была закрыта около 1887 года. Кузница Лопиньё, построенная в 1670 году, включала также и первую доменную печь с полной инфраструктурой и в 1783 году была включена в объединение кузниц, литейных и металлургических заводов Лонгюйон-Лопиньё-Везен.

## Демография
Население коммуны на 2010 год составляло 5577 человек.
| 1962 | 1968 | 1975 | 1982 | 1990 | 1999 | 2010 |
| ---- | ---- | ---- | ---- | ---- | ---- | ---- |
| 8266 | 6460 | 7404 | 6993 | 6064 | 5866 | 5577 |

## Достопримечательности
- Французское и германское военное кладбище времён Первой мировой войны.
- Музей линии Мажино.
- Церковь святой Агаты, впервые упоминается в 634 году. Памятник истории.

## Известные уроженцы
- Ришар Готене (фр. Richard Gotainer, род. 1948) — французский певец и юморист.